# 丛葬墓群
丛葬墓群，位于中国河北省保定市易县、定兴县，1982年7月23日公布为河北省文物保护单位，2013年3月5日公布为第七批全国重点文物保护单位，归入第一批全国重点文物保护单位燕下都遗址。